# 西村敬太郎
西村 敬太郎（にしむら けいたろう、1892年3月1日 - 1971年11月7日）は、日本の聖職者、教育者。日本聖公会の聖職者として真光教会や浦和や福島で司牧したほか、立教大学でチャプレン、学生部長および講師を務めた。

## 人物・経歴
1892年（明治25年）、東京府東京市日本橋区瀬戸物町出身。
1916年（大正5年）、立教大学文学部卒業。同級生に中国の政治家の陳樹人（広東省長、国民党外務大臣、嶺南画派の創始者の一人）がいる。
1923年（大正12年）に日本聖公会の執事となり、1926年（大正15年／昭和元年）に司祭に按手。
聖職者として浦和や福島で司牧したほか、1935年（昭和10年）に当時本所区（現・墨田区）にあった真光教会の第2代牧師として着任。
1945年（昭和20年）3月の東京大空襲により真光教会のすべての建物は焼失するが、目白聖公会や本郷の岩崎邸内の馬小屋に司祭の西村が仮寓して主日礼拝を続けた。
1946年（昭和21年）2月に、立教大学のチャプレン兼教授であった高松孝治が戦時中の迫害の影響で亡くなると、そのあと西村が同大学チャプレン兼講師として着任。同年9月に同大学にチャプレン室が設けられると西村はチャプレン室主任となり、学生部長にも任じられる。
しかし、戦時中の西村の軍部寄りの行動と発表した論文が学生の問題となり、学内で西村を糾弾する張り紙が掲示されるに至った。これを受けて、1947年（昭和22年）6月に西村はGHQにより追放となり辞職し、排斥運動を行った学生4人も停学処分となった。
その後、処分を受けた学生は全員の復学が認められたほか、西村の追放も1952年（昭和27年）に連合国軍からの日本の占領が終了した後、自然解除となった。
1953年（昭和28年）8月に、真光教会は東京都北区稲付西町1丁目(現・北区西が丘1丁目)に土地、民家の建物を買い取り礼拝堂を建設。その後、真光教会は西村が定年となり、亡くなった後、1972年（昭和47年）に3代目の牧師となった司祭の野田昭次の時に、町田市に土地を購入し、1974年（昭和49年）6月から町田の新たな牧師館と棟続きの部屋で礼拝と集会を開始した。